# معركة كربلاء (2007)
بدأت معركة كربلاء في ليلة 27 أغسطس 2007 وتضمنت قتالاً بين جيش المهدي ، الذي وفر الأمن للحجاج،  والشرطة (التي كانت تتألف في معظمها من أعضاء منظمة بدر ) في كربلاء ، العراق تجمع مئات الآلاف من الحجاج الشيعة في المدينة للاحتفال بذكرى منتصف شعبان السنوية . وكانت الإجراءات الأمنية مشددة حيث قُتل حجاج في السنوات السابقة على يد انتحاريين .

## ملخص
[ يحرر ]
كانت معركة كربلاء في أغسطس 2007 بمثابة اشتباك كبير بين قوات الأمن العراقية ورجال الميليشيات الشيعية في مدينة كربلاء بالعراق . وقعت المعركة في ذروة العنف الطائفي الذي أعقب الغزو الذي قادته الولايات المتحدة للعراق في عام 2003. وقد اندلعت بسبب قرار الحكومة العراقية بشن حملة صارمة على الميليشيات الشيعية في المدينة، والتي اتُهمت بالتورط في عمليات اختطاف واغتيالات وأعمال عنف أخرى. قاومت الميليشيات، بقيادة جيش المهدي التابع لرجل الدين المتطرف مقتدى الصدر ، جهود الحكومة لنزع سلاحها، وتصاعد الموقف إلى معركة شاملة استمرت لعدة أيام. أسفرت المعركة عن مقتل أكثر من 50 شخصًا وأظهرت التحديات المستمرة التي تواجهها الحكومة العراقية في الحفاظ على الأمن والاستقرار في البلاد. 

## معركة
[ يحرر ]
بدأ إطلاق النار لأول مرة في 27 أغسطس/آب 2007. وردت الحكومة بنشر المزيد من القوات في المنطقة.
خلال المعركة، اندلع قتال حول مبنى بلدية كربلاء بين فصائل متحصنة من القوات البولندية والبلغارية ومتمردي جيش المهدي . استمر القتال لمدة ثلاثة أيام تقريبًا وكان عدد قوات حلف شمال الأطلسي أقل بكثير خلال معركة مبنى البلدية: حوالي 60 من قوات حلف شمال الأطلسي وحوالي 15 من رجال الشرطة العراقية ضد أكثر من 300 من المتمردين غير النظاميين. وفقًا لروايات الجنود البولنديين، كان هناك أيضًا عدد غير معروف من المرتزقة الشيشان . تم استبدال القوات داخل مبنى البلدية من قبل قوة الاستجابة السريعة البولندية .
فرض رئيس الوزراء نوري المالكي حظر التجوال في صباح يوم 29 أغسطس/آب مع استمرار القتال. وبعد فترة وجيزة، ادعى أن الوضع تحت السيطرة.  وأمر حظر التجوال الحجاج بمغادرة أماكن عبادتهم مبكرًا، وفي النهاية فشل في منع نوبة ثالثة من إطلاق النار في المساء.

## محاكمة
[ يحرر ]
تم اعتقال علي شريعة، قائد جيش المهدي في كربلاء، ومحاكمته بتهمة العنف. وفي أغسطس/آب 2008، أُدين وحُكم عليه بالإعدام.